# Hipertensión benigna
Hipertensión benigna o hipertensión esencial benigna son términos históricos que se consideran engañosos ya que la hipertensión nunca es benigna y, en consecuencia, han dejado de ser usados (ver historia de la hipertensión ).  La terminología persistió en la Clasificación Internacional de Enfermedades (CIE9), pero no está incluida en la CIE10 actual. 